# Bezirk Brzozów
Bezirk Brzozów – dawny powiat (Bezirk) kraju koronnego Królestwo Galicji i Lodomerii, funkcjonujący w latach 1854–1867. Siedzibą starostwa było miasto Brzozów.

## Historia
Bezirk Brzozów utworzono w ramach reformy uwłaszczeniowej z okresu Wiosny Ludów (1848–1849), która likwidowała jurysdykcję właściciela ziemskiego nad poddanymi. W Galicji, dominium – jako podstawowa jednostka administracyjna i filar systemu feudalnego straciło rację bytu. Konieczne stało się zatem wprowadzenie nowego systemu administracyjnego, którego zręby powstały w latach 1851–1855. Nowy trójstopniowy podział administracyjny objął 21 cyrkułów (niem. Kreise), 179 małych powiatów (niem. Bezirke) i ponad 6000 gmin (niem. Gemeinde). 
Bezirk Brzozów objął obszar o wielkości 5,8 mil², zamieszkany przez 32.504 ludzi i podzielony na 28 gminy katastralne, w tym jedno miasto (Brzozów) i jedno miasteczko (Jasienica). Wszedł w skład cyrkułu sanockiego, jako jeden z jego jedenastu powiatów.
Po nadaniu Galicji autonomii oraz powołaniu samorządu gminnego i powiatowego w 1865 zlikwidowano cyrkuły (Kreise). Dotychczasowe małe powiaty (Bezirke) w liczbie 179, utrzymały się do 1867 roku, kiedy to w następstwie kolejnej reformy administracyjnej (23 stycznia 1867) zostały zastąpione przez 74 większych powiatów. Jednym z tych nowych powiatów był powiat brzozowski, w skład którego wszedł m.in. prawie w całości zniesiony Bezirk Brzozów. Jedynie gminy Iskrzynia i Kombornia włączono do nowego powiatu krośnieńskiego a gminę Wróblik Królewski do nowego powiatu sanockiego. 19 czerwca 1867 częściowo zmieniono granice tych powiatów.

## Podział administracyjny (1854)
| Lp. | Gmina jednostkowa            | Powierzchnia | Ludność | Powiat w 1867 po zniesieniu |
| --- | ---------------------------- | ------------ | ------- | --------------------------- |
| 1   | Wróblik Królewski            | 1394         | 630     | sanocki                     |
| 2   | Kombornia z Wolą             | 2919         | 1905    | krośnieński                 |
| 3   | Iskrzynia                    | 835          | 761     | krośnieński                 |
| 4   | Jabłonica Polska z Budzyniem | 1338         | 931     | brzozowski                  |
| 5   | Malinówka z Koźlińcem        | 1181         | 1003    | brzozowski                  |
| 6   | Jasienica (m)                | 1893         | 1883    | brzozowski                  |
| 7   | Wola Jasienicka              | 1041         | 804     | brzozowski                  |
| 8   | Orzechówka                   | 1686         | 1221    | brzozowski                  |
| 9   | Wola Orzechowska             | 419          | 492     | brzozowski                  |
| 10  | Haczów                       | 3966         | 2680    | brzozowski                  |
| 11  | Trześniów                    | 1527         | 1396    | brzozowski                  |
| 12  | Buków                        | 320          | 292     | brzozowski                  |
| 13  | Jasionów                     | 1042         | 700     | brzozowski                  |
| 14  | Zmiennica                    | 1241         | 539     | brzozowski                  |
| 15  | Wzdów                        | 1000         | 658     | brzozowski                  |
| 16  | Domaradz                     | 3994         | 2593    | brzozowski                  |
| 17  | Golcowa                      | 3994         | 2126    | brzozowski                  |
| 18  | Blizne                       | 3200         | 1776    | brzozowski                  |
| 19  | Brzozów (M)                  | 1400         | 2755    | brzozowski                  |
| 20  | Stara Wieś                   | 3007         | 1960    | brzozowski                  |
| 21  | Przysietnica                 | 3005         | 1473    | brzozowski                  |
| 22  | Grabownica Starzeńska        | 2504         | 869     | brzozowski                  |
| 23  | Turzepole                    | 737          | 392     | brzozowski                  |
| 24  | Grabówka                     | 1121         | 157     | brzozowski                  |
| 25  | Niebocko                     | 1246         | 739     | brzozowski                  |
| 26  | Humniska                     | 2264         | 1090    | brzozowski                  |
| 27  | Górki                        | 1757         | 679     | brzozowski                  |
| 28  | Wola Górecka                 | 1757         | 679     | brzozowski                  |

Objaśnienie:
(M) = miasto; (m) = miasteczko